# Artikel 10-Gesetz
Das Artikel 10-Gesetz (G 10) regelt in Deutschland die Voraussetzungen, das Verfahren und die Kontrolle von Eingriffen in die nach Artikel 10 des Grundgesetzes (GG) garantierten Grundrechte des Brief-, Post- und Fernmeldegeheimnisses. Berechtigt zur Überwachung und Aufzeichnung der Telekommunikation sowie zum Öffnen und Einsehen von Postsendungen sind das Bundesamt für Verfassungsschutz (BfV), die 16 Landesbehörden für Verfassungsschutz, der Bundesnachrichtendienst (BND) und der Militärische Abschirmdienst (MAD). Entsprechendes Tätigwerden wird G-10-Maßnahme bzw. G 10-Maßnahme genannt. Voraussetzung für eine G-10-Maßnahme ist, dass dies zur Abwehr von drohenden Gefahren für die freiheitliche demokratische Grundordnung oder den Bestand oder die Sicherheit des Bundes oder eines Landes geschieht oder zur Auftragserfüllung des BND. Weitere Voraussetzungen enthält § 3 Artikel 10-Gesetz.

## Entstehungsgeschichte
Artikel 10 des Grundgesetzes wurde durch das 17. Gesetz zur Änderung des Grundgesetzes vom 24. Juni 1968 (BGBl. I S. 709) geändert. Dies geschah im Zuge der Notstandsgesetze, die die von 1966 bis 1969 regierende erste Große Koalition erließ. Artikel 10 wurde um einen Absatz 2 ergänzt: Beschränkungen (des Briefgeheimnisses sowie des Post- und Fernmeldegeheimnisses) dürfen nur auf Grund eines Gesetzes angeordnet werden. (Stand bis zur Änderung im jetzigen Absatz 1) Dient die Beschränkung dem Schutze der freiheitlichen demokratischen Grundordnung oder des Bestandes oder der Sicherung des Bundes oder eines Landes, so kann das Gesetz bestimmen, daß sie dem Betroffenen nicht mitgeteilt wird und daß an die Stelle des Rechtsweges die Nachprüfung durch von der Volksvertretung bestellte Organe und Hilfsorgane tritt. Die Rechtsweggarantie nach Artikel 19 Absatz 4 des Grundgesetzes erfährt eine Ausnahme. Die Kontrolle erfolgt durch die G 10-Kommission. Diese wird durch das vom Deutschen Bundestag eingesetzte und aus Bundestagsmitgliedern bestehende Parlamentarische Kontrollgremium berufen. Das Artikel 10-Gesetz trat am 1. November 1968 in Kraft, die Grundgesetzänderung am 25. Juni 1968.
Das ursprünglich 1968 erlassene Gesetz wurde 2001 neu gefasst, nachdem das Bundesverfassungsgericht Teile des Artikel 10-Gesetzes für verfassungswidrig erklärt hatte.

## Gliederung
Das Gesetz hat folgende Gliederung:
Abschnitt 1 Allgemeine Bestimmungen
§ 1 Gegenstand des Gesetzes

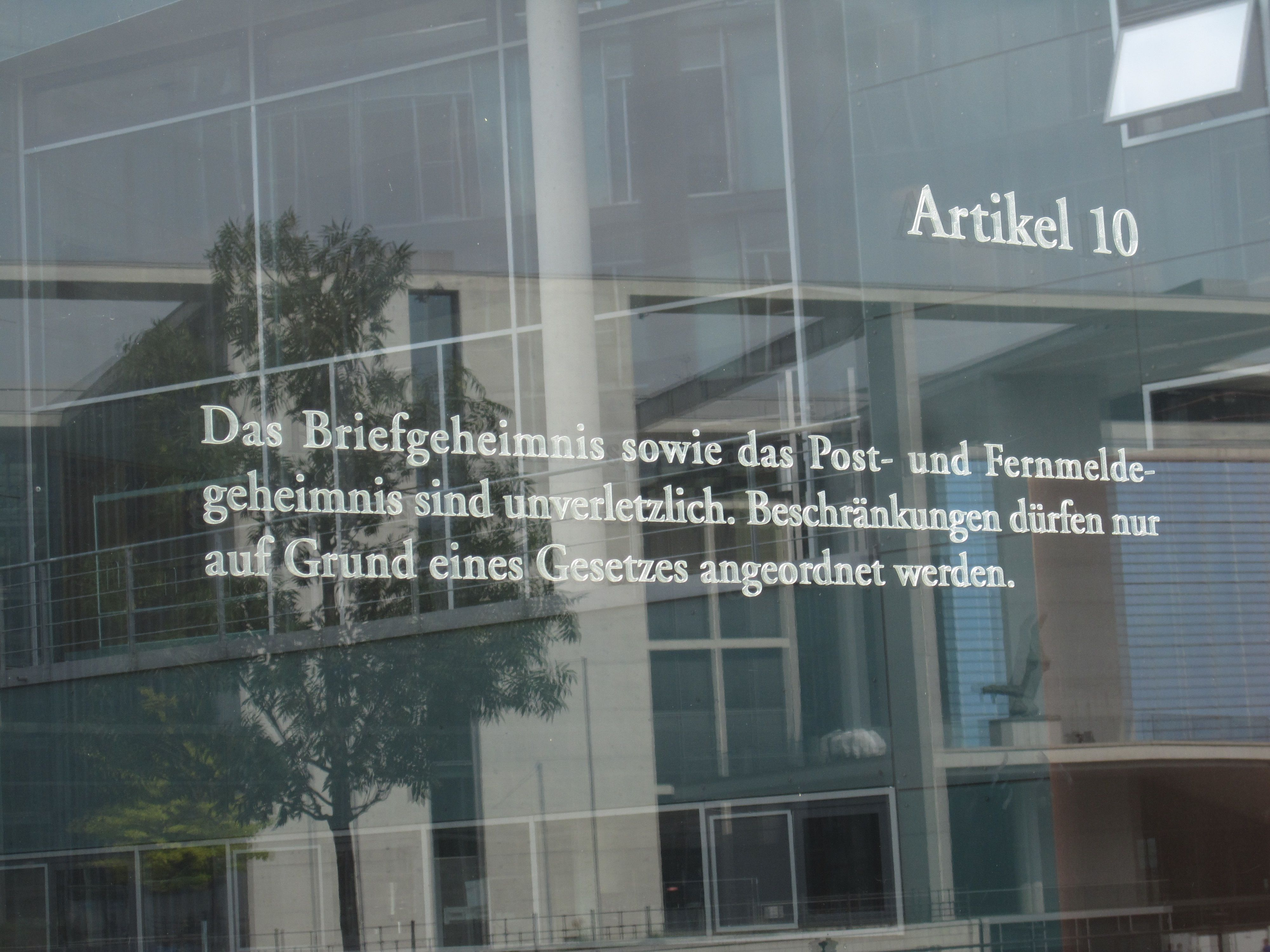
Artikel 10 in der Urfassung am Reichstag – eine Arbeit von Dani Karavan an den Glasscheiben beim Jakob-Kaiser-Haus zur Spreeseite

§ 2 Pflichten der Anbieter von Post- / Telekommunikationsdiensten
Abschnitt 2 Beschränkungen in Einzelfällen
§ 3 Voraussetzungen
§ 3a Schutz des Kernbereichs privater Lebensgestaltung
§ 3b Schutz zeugnisverweigerungsberechtigter Personen
§ 4 Prüf-, Kennzeichnungs- und Löschungspflichten, Übermittlungen, Zweckbindung
Abschnitt 3 Strategische Beschränkungen
§ 5 Voraussetzungen
§ 5a Schutz des Kernbereichs privater Lebensgestaltung
§ 6 Prüf-, Kennzeichnungs- und Löschungspflichten, Zweckbindung
§ 7 Übermittlungen durch den Bundesnachrichtendienst
§ 7a Übermittlungen durch den Bundesnachrichtendienst an ausländische öffentliche Stellen
§ 8 Gefahr für Leib oder Leben einer Person im Ausland
Abschnitt 4 Verfahren
§ 9 Antrag
§ 10 Anordnung
§ 11 Durchführung
§ 12 Mitteilungen an Betroffene
§ 13 Rechtsweg
Abschnitt 5 Kontrolle
§ 14 Parlamentarisches Kontrollgremium
§ 15 G 10-Kommission
§ 16 Parlamentarische Kontrolle in den Ländern
Abschnitt 6 Straf- und Bußgeldvorschriften
§ 17 Mitteilungsverbote
§ 18 Straftaten
§ 19 Ordnungswidrigkeiten
Abschnitt 7 Schlussvorschriften
§ 20 Entschädigung
§ 21 Einschränkung von Grundrechten

## Pflichten der Anbieter von Post- und Telekommunikationsdiensten
Anbieter von Post- und Telekommunikationsdiensten sind verpflichtet, die Überwachung der Telekommunikation zu ermöglichen, Auskunft über die Umstände des Postverkehrs zu erteilen und Sendungen auszuhändigen. Die mit der Durchführung beauftragten Mitarbeiter sind zur Verschwiegenheit verpflichtet und müssen sich einer einfachen Sicherheitsüberprüfung unterziehen.

## Beschränkungen in Einzelfällen
Voraussetzung für eine G 10-Maßnahme ist, dass tatsächliche Anhaltspunkte für Planung oder Begehung bestimmter Katalogstraftaten, zu denen neben Friedens- oder Hochverrat (§§ 80 bis 83 des Strafgesetzbuches) inzwischen auch Landfriedensbruch oder Volksverhetzung (§§ 129a bis 130 des Strafgesetzbuches) und Straftaten nach § 95 Abs. 1 Nr. 8 des Aufenthaltsgesetzes (Einschleusen von Ausländern) gehören, gegeben sind. Der Straftatenkatalog deckt sich im Wesentlichen mit dem des § 100a Strafprozessordnung, der die Telekommunikationsüberwachung zum Zwecke strafrechtlicher Ermittlung durch die Staatsanwaltschaft regelt, die allerdings unter Kontrolle durch unabhängige Gerichte nach einem anderen Verfahren abläuft.

## Strategische Beschränkungen
Im Gegensatz zu den Maßnahmen in Einzelfällen sind auch sogenannte „strategische Beschränkungen“ möglich. Soweit eine gebündelte Übertragung erfolgt, dürfen G 10-Maßnahmen für internationale Telekommunikationsbeziehungen auf Antrag des BND angeordnet werden. Diese dürfen jedoch nur angeordnet werden, um die in § 5 Abs. 1 Satz 3 genannten Gefahren rechtzeitig zu erkennen und diesen zu begegnen. Zudem ist die Zustimmung des Parlamentarischen Kontrollgremiums vorgeschrieben. Das Bundesverwaltungsgericht hat die strategische Überwachung des Fernmeldeverkehrs durch den Bundesnachrichtendienst nach den Anschlägen vom 11. September 2001 in einer Entscheidung von Januar 2008 für zulässig erklärt.

## Übermittlung an ausländische öffentliche Stellen
Die Regelung des § 7a lässt es zu, dass der BND – hierfür braucht er die Zustimmung des Bundeskanzleramtes – an ausländische Geheimdienste Daten übermittelt, die er im Rahmen von G 10-Maßnahmen erlangte, soweit „1. die Übermittlung zur Wahrung außen- oder sicherheitspolitischer Belange der Bundesrepublik Deutschland oder erheblicher Sicherheitsinteressen des ausländischen Staates erforderlich ist, 2. überwiegende schutzwürdige Interessen des Betroffenen nicht entgegenstehen, insbesondere in dem ausländischen Staat ein angemessenes Datenschutzniveau gewährleistet ist sowie davon auszugehen ist, dass die Verwendung der Daten durch den Empfänger in Einklang mit grundlegenden rechtsstaatlichen Prinzipien erfolgt, und 3. das Prinzip der Gegenseitigkeit gewahrt ist.“ (§ 7a Absatz 1) In den Jahren 2010 und 2011 erfolgten keine Übermittlungen dieser Art.
Zusätzlich gab es seit 1968 eine Verwaltungsvereinbarung mit den USA und Großbritannien, die 2013 durch den Austausch einer Verbalnote außer Kraft gesetzt wurde.

## Verfahren
Eine Tätigkeit der Nachrichtendienste von Amts wegen ohne Antrag und Anordnung ist untersagt. Die zur Anordnung berechtigten Stellen dürfen die antragsberechtigten Stellen (BND, BfV, MAD, LfV), auch nicht im Rahmen ihrer Fachaufsicht, zum Stellen eines Antrags anweisen. Der Antrag muss schriftlich und begründet sein. Antragsberechtigt sind die Behördenleiter der Nachrichtendienste oder ihrer Stellvertreter. Im Falle der Verhinderung kann auch der in der Vertretungsreihenfolge nachfolgende Behördenmitarbeiter (z. B. Abteilungsleiter) antragsberechtigt sein.
Zur Anordnung von G 10-Maßnahmen zuständig sind für die Anträge der Nachrichtendienste des Bundes das Bundesministerium des Innern, für Bau und Heimat (BMI) und für die Landesbehörden für Verfassungsschutz die jeweils zuständige oberste Landesbehörde. Die Anordnung hat schriftlich zu erfolgen. Sie hat den Grund der Anordnung sowie die Art, den Umfang und die Dauer der Maßnahme zu bezeichnen.
Die Prüfung der Rechtmäßigkeit der Maßnahme erfolgt durch die antrags- und die anordnungsberechtigte Stelle. Der Richtervorbehalt wird durch die Kontrolle durch die G 10-Kommission auf Bundesebene bzw. entsprechende Stellen der Länder ersetzt. Die G 10-Kommission ist vor dem Vollzug der G 10-Maßnahme zu unterrichten. Bei Gefahr im Verzug darf die Maßnahme vorher begonnen werden, wie auch analog bei Überwachungsmaßnahmen zur Strafverfolgung nach der Strafprozessordnung ohne richterliche Genehmigung mit der Telekommunikationsüberwachung begonnen werden kann. Anordnungen, die die Kommission für unzulässig oder nicht notwendig erklärt, hat das Bundesinnenministerium unverzüglich aufzuheben.
Zudem ist das Parlamentarische Kontrollgremium in Abständen von höchstens sechs Monaten über die Durchführung des Gesetzes zu unterrichten.

## G 10-Kommission
Die G 10-Kommission entscheidet von Amts wegen als unabhängiges und an keine Weisungen gebundenes Organ über die Notwendigkeit und Zulässigkeit sämtlicher durch die Nachrichtendienste des Bundes (BfV, BND, MAD) beantragten und vom BMI angeordneten G 10-Maßnahmen grundsätzlich vor deren Vollzug.

## Kritik
Wie dem Artikel 10-Gesetz zu entnehmen ist, sind gemäß § 12 Beschränkungsmaßnahmen  dem Betroffenen nach ihrer Einstellung mitzuteilen. Durch die Mitteilung werden Betroffene in die Lage versetzt, die Maßnahme auf ihre Rechtmäßigkeit gerichtlich überprüfen zu lassen. Eine Mitteilung darf endgültig nur unterbleiben, wenn die G 10-Kommission einstimmig zustimmt. Im Jahr 2016 erfolgte die Zustimmung zur endgültigen Nichtmitteilung bei 33 Betroffenen. Kritik besteht, dass in diesen Fällen kein effektiver Rechtsschutz möglich ist.